# Edisons 2020
De Edison is een jaarlijkse muziekprijs voor geluidsdragers. Er worden Edisons uitgereikt in de categorieën pop, jazz en klassiek.

## Pop
De uitreiking van de Edisons 2020 vond plaats op 10 februari 2020 in de Gashouder in Amsterdam. Bij deze uitreiking, waar alleen genodigden welkom waren en die niet op tv te zien was, werd stilgestaan bij het 60-jarig bestaan van de prijs.
De nominaties voor de Edisons 2020 werden op 3 december 2019 bekendgemaakt in verschillende radio- en tv-programma's. De jury stond onder leiding van Menno de Boer (Radio 538), met als overige leden Daniel Dekker (Radio2), Wilbert Mutsaers (Spotify Benelux), Robert Haagsma (muziekjournalist), Fernando Halman (FunX), Max van Bossé (Paradiso) en Sophie Keyzer (Qmusic).
Duncan Laurence en Snelle schreven de meeste nominaties op hun naam, namelijk elk drie. Uiteindelijk won geen enkele artiest meer dan één Edison. Willeke Alberti kreeg de Edison Oeuvreprijs. Ilse DeLange won met Gravel & Dust haar achtste Edison sinds 1999.

### Winnaars
Per categorie worden de drie genomineerden weergegeven. De winnaar staat in vet gedrukt.
Song
- Danny Vera - Roller Coaster
- Duncan Laurence - Arcade
- Marco Borsato, Armin van Buuren & Davina Michelle - Als het Danst

Album
- Ilse DeLange - Gravel & Dust
- Kensington - Time
- Snelle - Vierentwintig

Pop
- Krezip - Sweet High
- Maan - (2019 single releases)
- Suzan & Freek - Gedeeld Door Ons

Rock
- De Staat - Bubble Gum
- DI-RECT - (2019 single releases)
- Kensington - Time

Hip Hop
- Henkie T - Visionair
- Josylvio - Gimma
- Snelle - Vierentwintig

Dance
- Armin van Buuren - Balance
- Martin Garrix - (2019 single releases)
- Tiësto - (2019 single releases)

Alternative
- Pip Blom - Boat
- S10 - Snowsniper
- Son Mieux - Faire de Son Mieux

Nieuwkomer
- Duncan Laurence - (2019 single releases)
- Nona - Nona
- Snelle - Vierentwintig

Hollands
- Frank van Etten - Onverslaanbaar
- René Karst - Atje voor de Sfeer - En Andere Sfeermakers
- De Toppers - In Concert 2019

Nederlandstalig
- Paul Sinha - (2019 single releases)
- Suzan & Freek - Gedeeld Door Ons
- Trijntje Oosterhuis - Dit Is Voor Mij

Videoclip
- Ciao Silva, Pepe Favela & Bizzey (regisseurs)/Bizzey ft. Kraantje Pappie, Jonna Fraser & Ramiks (artiesten) - Drup
- Paul Bellaart (regisseur)/Duncan Laurence (artiest) - Arcade
- Colin Huijser (regisseur)/Saman Amini (artiest) - Laat Me Toe

## Jazz
De Edisons voor Jazz/World werden dit jaar uitgereikt in december. Een deel van de Edisons werd uitgereikt tijdens talkshow M door Margriet van der Linden. 
De jury bestond uit Angelique Houtveen, Co de Kloet, Michelle Kuypers, Imme Schade van Westrum en Paul Bruger.

### Winnaars
(Per categorie worden de genomineerden weergegeven. De winnaar wordt als eerste genoemd en staat in vet gedrukt.)
Jazzism Publieksprijs
- Dennis van Aarssen – Forever You
- Ruud Breuls & Simon Rigter Quintet - Rise and Shine
- Kika Sprangers - Human Traits
- Hermine Deurloo – Riverbeast
- Teus Nobel - Saudade
- Peter Beets - Our Love Is Here To Stay
- Maria Mendes feat. John Beasley & Metropole Orkest - Close to Me
- BRUUT! & Anton Goudsmit - Go Surfing
- New Cool Collective - Dansé Dansé
- Jan Akkerman - Close Beauty

Jazz Nationaal
- Teus Nobel - Saudade
- Ruud Breuls & Simon Rigter Quintet - Rise and Shine
- Kika Sprangers - Human Traits

Jazz Internationaal
- Joel Ross - Kingmaker
- Brad Mehldau - Finding Gabriel
- Kris Davis - Diatom Ribbons

Jazz Vocaal Nationaal
- Maria Mendes feat. John Beasley & Metropole Orkest - Close to Me
- Sanne Rambags, Bram Stadhouders & Joost Lijbaart - Trinity
- Marta Arpini - Forest Light

Jazz Vocaal Internationaal
- Terri Lynne Carrington - Waiting Game
- Camila Meza - Ambar
- Esperanza Spalding - 12 Little Spells

World
- Burna Boy - African Giant
- Souad Massi - Oumniya
- Maite Hontelé - Cuba Linda

#### Soul, funk, r&b
- Brittany Howard - Jaime
- Jamila Woods - Legacy! Legacy!
- Robert Glasper - Fuck Yo Feelings

Het Document
- Barrelhouse - 45 Years On The Road
- Orkest Ruud Bos - The Secret All Star Band
- John Coltrane - Blue World

Jazz Oeuvreprijs (postuum)
- Louis van Dijk

Jazz Oeuvreprijs
- Eric Vloeimans

## Klassiek
De winnaars van Edison Klassiek 2020 werden in november bekendgemaakt. Enkele Edisons werden uitgereikt in Podium Witteman.
De jury van Edison Klassiek bestond uit Mischa Spel, Masa Spaan, Robin de Bruijn, Joris Heynen, Wim Vos, Mirjam Wijzenbeek en Peter van der Lint.

### Winnaars
(Per categorie worden de genomineerden weergegeven. De winnaar wordt als eerste genoemd en staat in vet gedrukt.)
Publieksprijs 2020
- Lidy Blijdorp met Julien Brocal en Rosanne Philippens - Journeyers
- Van Baerle Trio - Complete Piano Trios Vol. 4
- Behzod Abduraimov, Concertgebouworkest o.l.v. Valery Gergiev - Rachmaninoff - Pianoconcert nr. 3

Het Debuut
- Lidy Blijdorp met Julien Brocal en Rosanne Philippens - Journeyers
- Benjamin Bernheim, Prague Philharmonia o.l.v. Emmanuel Villaume
- Vision String Quartet - Memento

De Solist Instrumentaal
- Arcadi Volodos - Schubert Piano Sonata D 959 / Minuets D 334, D 335, D 600
- Igor Levit - Beethoven Complete Piano Sonatas
- Thomas Zehetmair - Johan Sebastian Bach - Sei Solo - The Sonatas And Partitas For Violin Solo

De Solist Vocaal
- Matthias Goerne, Jan Lisiecki - Ludwig von Beethoven Lieder
- Marie-Nicole Lemieux met Choeur de l'Opéra National de Bordeaux, Orchestre National Bordeaux Aquitaine o.l.v. Paul Daniel - Elgar/Chausson/Joncières - Mer(s)
- Christoph Prégardien & Michael Gees - Schumann - Dichterliebe Op. 48, Lenau-Lieder, Requiem Op. 90, Wagner - Wesendonck Lieder

De Opera
- Joyce DiDonato - Händel: Agrippina
- Gabrieli Consort & Players o.l.v. Paul McCreesh - Purcell, The Fairy Queen, 1692
- Sabine Devieilhe, Pygmalion, Raphaël Pichon - Libertà! Mozart et l'opera

Het Koor
- Les Cris de Paris o.l.v. Geoffroy Jourdain - Passions, Venezia 1600-1750
- Vox Clamantis o.l.v. Jaan-Eik Tulve - Cyrillus Kreek - The Suspended Harp of Babel
- Cappella Amsterdam o.l.v. Daniel Reuss - Roland de Lassus - Inferno

Kamermuziek
- Quatuor Arod, Elsa Dreisig - The Mathilde Album
- Quatuor Ébène - Beethoven Around The World - The Complete String Quartets
- Cuarteto Casals - Apotheosis - Ludwig Van Beethoven: The Complete String Quartets III

Het Orkest
- Les Siècles o.l.v. François-Xavier Roth - Hector Berlioz - Symphonie fantastique
- Mahler Chamber Orchestra, Marina Heredia, Pablo Heras-Casado - Manuel De Falla - El sombrero de tres picos
- MusicAeterna o.l.v. Teodor Currentzis - Ludwig von Beethoven - Symphony No. 5

Neoklassiek
- Pieter de Graaf - Vortex
- Carlos Cipa - Retronyms
- Luke Howard - The Sand That Ate The Sea

Het Document
- Bruno Walter, New York Philharmonic, Columbia Symphony Orchestra - The Complete Columbia Album Collection
- Vladimir Horowitz - The Great Comeback - At Carnegie Hall
- Alban Berg Quartett - The Complete Recordings

De Ontdekking
- Olivia Vermeulen & Jan Philip Schulze - Dirty Minds: Schubert, Wolf, Schoenberg, Eisler

Oeuvreprijs
- Roberta Alexander

1960 · 1961 · 1962 · 1963 · 1964 · 1965 · 1966 · 1967 · 1968 · 1969 · 1970 · 1971 · 1972 · 1973 · 1974 · 1975 · 1976 · 1977 · 1978 · 1979 · 1980 · 1981 · 1982 · 1983 · 1984 · 1985 · 1986 · 1987 · 1988 · 1989 · 1990 · 1991 · 1992 · 1993 · 1994 · 1995 · 1996 · 1997 · 1998 · 1999 · 2000 · 2001 · 2002 · 2003 · 2004 · 2005 · 2006 · 2007 · 2008 · 2009 · 2010 · 2011 · 2012 · 2013 · 2014 · 2015 · 2016 · 2017 · 2018 · 2019 · 2020 · 2021 · 2022 · 2023 · 2024